# Relay 1
Relay 1 fue un satélite de comunicaciones de la NASA lanzado el 13 de diciembre de 1962 mediante un cohete Thor-Delta desde Cabo Cañaveral.
Relay 1 era un satélite de comunicaciones de tipo activo, procesando y reenviando las señales que le llegaban de estaciones terrestres. El satélite se estabilizaba mediante giro, a 167 revoluciones por minuto, y pesaba 78 kg. Entre su carga portaba un experimento de radiación para cartografiar los cinturones de radiación terrestres y dos transmisores, uno para seguimiento y otro para telemetría.
Poco después del lanzamiento el satélite desarrolló dos problemas: la respuesta a ciertos comandos y una fuga en uno de los reguladores de alta potencia. Debido a la fuga, el satélite estuvo inoperativo durante las dos primeras semanas, tras las cuales comenzó a funcionar correctamente. A principios de 1965 el problema de la fuga se reprodujo, causando transmisiones esporádicas hasta el 10 de febrero de ese año, en que no se volvieron a obtener más datos científicos útiles.
Permaneció operativo durante más de dos años.